# José María Narváez
José María Narváez (Cadice, 1768 – Guadalajara, 4 agosto 1840) fu un ufficiale navale, esploratore e navigatore spagnolo, ricordato soprattutto per il suo operato nel Pacifico nord-occidentale.
Nel 1791, come comandante dello schooner Santa Saturnina, guidò la prima esplorazione europea dello stretto di Georgia, compreso uno sbarco sulla Sunshine Coast della Columbia Britannica ed un ingresso nel Burrard Inlet, luogo in cui sorge l'odierna Vancouver.

## Inizi della carriera
Narváez entrò all'Accademia Reale Navale come cadetto nel 1782. Nello stesso anno si imbarcò e fu coinvolto in un combattimento navale.
Nel 1784 Narváez andò in Nuova Spagna, ed il suo primo assegnamento fu a L'Avana. Per tre anni servì a bordo di navi da rifornimento nei porti di Veracruz, New Orleans, Mantanzas, Campeche, Roatán e Trujillo. Nel novembre del 1787 fu promosso segundo piloto havilitado (secondo pilota qualificato) e riassegnato a San Blas, al tempo base navale spagnola sulla costa occidentale del Messico. Arrivò all'inizio del 1788. Prima che passasse un mese partì verso nord, come pilota di Gonzalo López de Haro sulla San Carlos.

## Viaggio del 1788 in Alaska
In risposta all'attività russa in Alaska, il governo spagnolo iniziò a mandare navi per investigare e ribadire la propria sovranità. Quasi tutto lo sforzo fu sostenuto da San Blas. Nel marzo del 1788 due navi partirono per ricognizione, la Princesa guidata da Esteban José Martínez, e la San Carlos guidata dallo stesso Haro. Narváez salpò sulla San Carlos nel ruolo di pilota. Le navi giunsero a Prince William Sound a maggio. Poco dopo si scoprirono prove dell'attività commerciale russa. A giugno Haro partì con la San Carlos verso ovest per l'isola Kodiak. Gli spagnoli trattarono con molti nativi i quali raggi9unsero la barca su dodici canoe. Gli indigeni possedevano biglietti scritti in russo, apparentemente ricevute di pagamenti.
Il 30 giugno 1788 Haro inviò Narváez a investigare presso il porto russo di Three Saints Bay, sull'isola Kodiak. Narváez fondò un insediamento, e fu il primo spagnolo ad avere un contatto con un grosso contingente russo in Alaska. Il comandante russo, Evstrat Delarov, accompagnò Narváez alla San Carlos, dove gli vennero dati un barile di vino ed altri regali. Narváez riportò quindi Delarov al proprio avamposto. Delarov diede a Narváez una mappa russa della costa dell'Alaska indicandogli i punti in cui sorgevano sette colonie russe con circa 500 uomini. Delarov disse anche a Narváez che i russi avevano intenzione di occupare il porto della Baia di Nootka, sulla costa occidentale dell'isola di Vancouver. Narváez tornò alla San Carlos ed Haro ripartì verso est, riunendosi a Martínez sull'isola Sitkinak.
Grazie alle informazioni raccolte da Narváez, la spedizione si diresse a sud-est per studiare l'isola di Unalaska, dove si trovavano i russi comandati da Potap Kuzmich Zaikov. Martínez giunse il 29 luglio, Haro il 4 agosto. Martínez ed altri sbarcarono. Gli spagnoli diedero ai russi cibo e vino, i quali ricambiarono con tre mappe delle isole Aleutine. Confermò anche che i russi pianificavano la conquista della Baia di Nootka per l'anno successivo.
Martínez, deciso a rispondere con la forza alle aggressioni abusive, ebbe continui problemi con i propri ufficiali e marinai, compresi Haro e Narváez. Mentre si trovava ad Unalaska, Martínez fece arrestare temporaneamente Haro, e durante la prigionia Narváez assunse il comando della San Carlos. Haro riprese il comando prima che la spedizione ripartisse da Unalaska il 18 agosto 1788. Nei primi tre giorni le due navi si separarono partendo verso sud separatamente. Gli ordini di Haro erano di riunirsi a Martínez a Monterey, ma sulla strada Haro, con l'aiuto di Narváez e di altri piloti, affermò che le proprie navi non rispondevano più a Martínez. Tornarono a San Blas da soli, arrivando il 22 ottobre 1788. Martínez, che aveva passato un mese a Monterey aspettando Haro, non raggiunse San prima di dicembre, e si ritrovò accusato di comando irresponsabile. Nonostante questo Martínez riguadagnò fiducia e gli fu affidata una nuova spedizione destinata ad occupare la Baia di Nootka prima dei russi.

## Spedizione del 1789 alla Baia di Nootka
Nonostante gli screzi tra Martínez e Haro, ai due fu di nuovo ordinato di salpare insieme nel 1789, stavolta per prendere possesso della Baia di Nootka. Ancora una volta Narváez era primo pilota di Haro e secondo in comando sulla San Carlos. Le due navi partirono da San il 17 febbraio arrivando a Nootka il 5 maggio 1789. Tre mercantili erano già sul posto, uno inglese e due americani. Tre altre navi inglesi arrivarono durante l'estate, una delle quali era la Northwest America costruita da John Meares a Nootka l'anno precedente. Martínez, nel tentativo di sostenere la sovranità spagnola, assediò la nave.
Il 21 giugno Martínez inviò Narváez sulla Northwest America conquistata, rinominata Santa Gertrudis la Magna (e poi Santa Saturnina), con l'obbiettivo di esplorare tre insenature a sud della Baia di Nootka (Clayoquot Sound, Barkley Sound e lo stretto di Juan de Fuca). Narváez navigò per oltre 25 leghe (circa 105 km) nello stretto di Juan de Fuca. Solo pochi non-nativi avevano esplorato lo stretto prima di quel momento, e nessuno si era spinto tanto a fondo quanto Narváez. All'inizio di giugno tornò alla Baia di Nootka. Suggerì a Martínez che Port Renfrew sarebbe stato un buon punto di ancoraggio.
Mentre Narváez era ancora in missione, Martínez organizzò una cerimonia ufficiale di presa di possesso di Nootka, e poco dopo ebbe una rissa col capitano britannico James Colnett, lo fece imprigionare, ed assediò numerose navi inglesi e le loro ciurme. L'escalation di eventi portò ad una crisi. Martínez obbligò un gruppo di cinesi catturati a costruire Forte San Miguel ed altri edifici. A luglio, poco dopo il ritorno di Narváez, Martínez catturò la nave britannica Princess Royal, appena arrivata, il che portò ad un incidente in cui il capo Nuu-chah-nulth ("Nootka") Callicum, figlio del capo Maquinna, ricevette un colpo d'arma da fuoco e morì.
Martínez era convinto che lo stretto di Juan de Fuca fosse l'imbocco del leggendario Passaggio a nord-ovest, e quindi di incredibile importanza strategica. Il 27 luglio Martínez piazzò Haro e Narváez al comando della San Carlos e della catturata Princess Royal, rimandandoli a San Blas con la notizia. Arrivarono alla fine di agosto del 1789. Ad ottobre Martínez fece evacuare completamente la Baia di Nootka e tornò a San Blas, con i prigionieri e le navi catturate.

## Rioccupazione di Nootka del 1790
Alla fine del 1789 ad un nuovo viceré fu assegnata la Nuova Spagna, Juan Vicente de Güemes Padilla Horcasitas y Aguayo, che, assieme a Juan Francisco de la Bodega y Quadra, comandante navale di San Blas, produsse molti sforzi per aumentare il potere spagnolo nel Pacifico nord-occidentale. Uno dei primi compiti fu quello di organizzare una nuova spedizione per rioccupare la Baia di Nootka. Quadra caricò tutta l'artiglieria possibile sulle fregate Concepción, San Carlos e Princess Royal (al tempo già rinominata in Princesa Real). A Francisco de Eliza fu assegnato il comando della Concepción e dell'intera spedizione, e fu nominato comandante di Nootka. Salvador Fidalgo era a capo della San Carlos, e Manuel Quimper della Princesa Real. Martínez, ora sfiduciato e considerato un capro espiatorio, si imbarcò come ufficiale senza grado e responsabilità. Le tre navi di Eliza partirono da San Blas il 3 febbraio 1790. All'inizio di aprile altre due fregate si unirono alla flotta, la Princesa di Jacinto Caamaño, con Narváez come pilota, e la Aranzazu di Juan Bautista Matute. Si trattò della più ampia forza spagnola inviata a nord fino a quel momento.
Eliza giunse a Nootka il 4 aprile 1790, e non trovò nessuna nave. I nativi Nuu-chah-nulth, scossi dagli eventi dell'estate precedente, si erano trasferiti in un posto più sicuro. Dopo aver rioccupato Forte San Miguel ed altri edifici, Eliza inviò due spedizioni. Fidalgo esplorò la parte nord verso l'Alaska sulla San Carlos, mentre Quimper, con López de Haro e Juan Carrasco come piloti, esplorò lo stretto di Juan de Fuca usando la Princesa Real. Entrambe le navi non poterono rientrare a Nootka, e ritornarono a San Blas. Eliza avrebbe saputo solo l'anno successivo delle loro scoperte. Dopo che queste navi furono partite, Caamaño e Narváez giunsero sulla Aranzazu. Questa nave sarebbe rimasta con Eliza per due anni, partecipando a vari progetti di esplorazione.

## Esplorazioni del 1791
Dall'inizio del 1791 molte navi e persone arrivarono a Nootka, assieme alle istruzioni di Quadra per Eliza i cui si proponeva un'ulteriore esplorazione dello stretto di Juan de Fuca. Il 4 maggio 1791 Eliza si imbarcò sulla San Carlos con Juan Pantoja e José Antonio Verdía, apprendista sotto a Narváez nel 1788 e nel 1789. La San Carlos fu accompagnata dallo schooner Santa Saturnina, soprannominato La Orcasitas, che in origine era stata la Northwest America. Narváez comandò la Santa Saturnina, col pilota Juan Carrasco. Lo schooner era lungo circa 10 metri sulla chiglia e poco profondo. Aveva otto remi e trasportava cibo sufficiente per venti giorni. Inoltre la San Carlos trasportava un'altra barca da 10 metri e 13 remi.
La spedizione fece una prima sosta a Clayoquot Sound, fermandosi per circa due settimane. Narváez e Carrasco passarono una settimana ad esplorare i canali interni, ed un'altra a stendere una mappa della zona che chiamarono Puerto Clayucuat. Mentre Narváez era occupato col suo lavoro, Eliza si fece amico del capo Wickaninnish. Eliza scrisse che in suo onore fu eseguita una danza con oltre 600 giovani ragazze. Eliza disse anche che si trovavano cinque grandi insediamenti a Clayoquot Sound, ognuno da 1 500 abitanti. Il più grande, che Eliza chiamò Guicananich (Wickaninnish), aveva oltre 2 500 abitanti.
A fine maggio Eliza, a bordo della San Carlos, salpò dallo stretto di Juan de Fuca in direzione Esquimalt. La Santa Saturnina ci mise settimane ad esplorare Barkley Sound. Le due navi si riunirono ad Esquimalt il 14 giugno 1791.
Sulla Santa Saturnina Narváez e Carrasco esplorarono i canali interni di Barkley Sound, che chiamarono Puerto de Boca Carrasco, e disegnarono una mappa. Secondo il resoconto di Eliza, Narváez vide cinque grandi insediamenti di persone "guerriere ed audaci". In due occasioni la nave di Narváez fu attaccata da gruppi di 200 uomini, ma "li tenne in scacco con qualche colpo di cannone". I nativi "furono sorpresi nel vedere gli schooner e, da quanto dissero, non avevano mai visto un vascello all'interno."
A metà giugno, mentre la spedizione era ferma a Esquimalt ("Cordova" per gli spagnoli), Eliza diede istruzioni a Pantoja di esplorare lo stretto di Haro con la Santa Saturnina e la nave da 10 metri. Fu assistito da Narváez, Carrasco e Verdía. Entrarono nello stretto passando rapidamente tra l'isola di Vancouver e l'isola di San Juan, raggiungendo l'isola di Pender. Notarono numerose aperture che portavano ad ovest, e due ad est, e decisero di investigare il più ampio dei due che andavano ad oriente, oggi chiamato Boundary Pass. Il 15 giugno 1791 salparono l'ancora navigando ad est lungo la costa meridionale dell'isola di Pender e dell'isola di Saturna, prima di entrare in "un canale grande ed esteso" (lo stretto di Georgia) che chiamarono Canal de Nuestra Señora del Rosario. Fu la prima volta che gli europei avvistarono questo stretto. Gli spagnoli erano convinti di aver trovato il leggendario mare interno, e che questo fosse in qualche modo connesso alla Baia di Hudson o al fiume Mississippi. Passarono la notte ancorati presso l'isola di Patos. Il giorno successivo partirono verso est passando vicino all'isola di Lummi ed all'estremità orientale dello stretto di Rosario. Senza cibo ed esausti, ritornarono da dove erano arrivati. La 10 metri, lottando contro il vento, giunse ad Esquimalt il 24 giugno, mentre Narváez sulla Santa Saturnina arrivò il giorno successivo.
Eliza spostò la base operativa a Puerto de Quadra (Port Discovery) sul lato meridionale dello stretto di Juan de Fuca. Eliza e la San Carlos rimasero qui mentre la Santa Saturnina e la 10 metri, guidata da Narváez con Carrasco come pilota, partì per una più accurata esplorazione dello stretto di Rosario e dello stretto di Georgia.
Narváez partì il 1º luglio 1791. Attraversando lo stretto di Rosario, chiamato allora Canal de Fidalgo, Narváez osservò l'isola di Guemes (Islas de Guemes), l'isola di Cypress (San Vincente), e l'isola di Lummi (Pacheco), esplorarono Padilla Bay (Seno Padillo) e Bellingham Bay (Seno Gaston), e si ormeggiarono a Chuckanut Bay (Puerto Socorro), prima di ripartire verso nord e verso lo stretto di Georgia. Si ancorarono a Birch Bay (Puerto del Garzon) ed a Drayton Harbor (Punta de San José), per poi dirigersi ad ovest lungo Boundary Bay e doppiare Point Roberts. Per qualche motivo Narváez ebbe l'impressione che Point Roberts fosse un'isola (Isla de Zepeda) e che il mare interno si estendeva a nord-est. Sulla mappa fatta in seguito da Carrasco appare una grande insenatura chiamata Boca de Floridablanca (o Canal de Floridablanca), che comprendeva Boundary Bay e Burrard Inlet. Dopo aver superato Point Roberts, Narváez si allontanò miglia dalla costa penetrando nel fiume Fraser. Notò che le acque erano "più dolci che salate", ma scambiò la terra nel mezzo della foce del fiume per le piccole isole dell'immaginata Boca de Floridablanca. Si ancorò al largo di Point Grey, anch'esso creduto un'isola (Isla de Langara).
Mentre era all'ancora a Point Grey la Santa Saturnina fu visitata da molti Musqueam su canoe che barattarono cibo, acqua e legna da ardere in cambio di pezzi di rame e ferro. Gli spagnoli notarono che la lingua dei Musqueam era leggermente diversa da quella dei Nuu-chah-nulth (Nootka), che ben conoscevano. I Musqueam furono in grado di indicare loro lo stretto di Georgia proseguendo a nord per molto tempo. Un membro dell'equipaggio di Narváez acquistò un giovane indigeno, da cui gli spagnoli scoprirono che molti indiani visitavano spesso i Musqueam a cavallo, provenienti da una "zona piatta" a nord-est, per commerciare ferro, rame e perle blu in cambio di pesce. Gli spagnoli non visitarono il villaggio Musqueam, ma si ancorarono 3 chilometri al largo, da dove furono in grado di raccogliere acqua da un grande fiume (probabilmente il ramo settentrionale del fiume Fraser). Narváez navigò vicino al Burrard Inlet, oggi il porto di Vancouver. La mappa di Carrasco mostra non solo il villaggio Musqueam di Point Grey, ma anche un altro insediamento a Point Atkinson (Punta de la Bodega), ed un terzo all'entrata di Howe Sound (Bocas del Carmelo), vicino all'odierna Horseshoe Bay.
Narváez proseguì a nord verso l'isola di Texada, l'isola di Hornby e l'isola di Denman. Venne fondato il porto di Nanaimo, e gli fu dato il nome di Bocas de Winthuysen. Risalendo l'isola di Galiano e l'isola di Valdes, Narváez notò il Porlier Pass. Narváez tornò a Port Discovery il 22 luglio 1791.
All'inizio di questo viaggio Narváez aveva oltrepassato Admiralty Inlet (Ensenada de Caamaño), l'entrata di Puget Sound. Aveva deciso di esplorarla al ritorno, ma a causa di carenza di cibo fu costretto a raggiungere subito la San Carlos di Eliza a Port Discovery. Appena rifornito, era possibile l'esplorazione di Puget Sound, ma Eliza era impaziente di tornare a Nootka. Gli spagnoli persero così l'occasione di precedere gli inglesi nell'esplorazione di Puget Sound, effettuata l'anno successivo da George Vancouver.
Eliza fu impressionato dal racconto di Narváez riguardo alla dimensione ed alla descrizione dello stretto di Georgia. Molte balene erano state viste al suo interno, mentre poche erano quelle dello stretto di Juan de Fuca, il che fece giustamente immaginare ad Eliza un secondo collegamento all'oceano. Inoltre Eliza capì che la Baia di Nootka non era sulla terraferma, ma piuttosto presso un'isola. Narváez non aveva potuto esplorare lo stretto di Georgia, ed Eliza era conscio dell'importanza di questa missione, ma quando Narváez fece ritorno a Port Discovery molti marinai di Eliza erano malati, così come lo stesso Eliza. L'idea di un'ulteriore esplorazione fu abbandonata e le navi ripartirono per Nootka. Eliza trasferì Narváez sulla San Carlos dando a Juan Carrasco il comando della Santa Saturnina per il viaggio di ritorno.
Navigando verso ovest, le navi trovarono Port Angeles il 2 agosto 1791. Raggiunsero Neah Bay il 7 agosto. Da qui la San Carlos, con Narváez a bordo, tornò alla Baia di Nootka, arrivando il 9 novembre. Carrasco, però, non riuscì o non volle viaggiare controvento verso Nootka, preferendo condurre la Santa Saturnina a sud fino a Monterey, arrivandovi il 16 settembre 1791. In quel periodo Alessandro Malaspina si trovava a Monterey, essendovi arrivato cinque giorni prima. Quindi Malaspina, importante figura della marina spagnola, fu il primo a sapere della scoperta dello stretto di Georgia, a parte i marinai di Eliza a Nootka. Malaspina comprese subito l'importanza strategica di un'esplorazoine della zona. Poco dopo l'incontro con Carrasco, Malaspina partì da San Blas per Acapulco, dove raccolse due nuovi ufficiali (Dionisio Alcalá Galiano e Cayetano Valdés) e prese il comando di due navi per la missione.
Alla fine Eliza ricevette il merito di molte delle scoperte fatte durante la spedizione del 1791, anche se in realtà l'esplorazione non fu effettuata da lui, e fosse stato Narváez a comandare la nave che aveva fatto buona parte delle scoperte.

## Guerra di indipendenza messicana
Nel 1810 scoppiò in Messicò una ribellione, spandendosi rapidamente e trasformandosi nella guerra d'indipendenza del Messico. Alla fine del 1810 i ribelli avevano catturato Guadalajara, capitale di Jalisco, trovando una blanda resistenza. Presto la rivolta raggiunse Nayarit, dove si trovava il porto spagnolo di San Blas. La capitale Tepic fu conquistata e nel novembre del 1810 un'armata ribelle guidata da Padre José María Mercado entrava a San Blas. Molti fedeli al re ed altri non rivoluzionari si erano rifugiati nella base navale, dove era stanziata una guarnigione e si poteva sperare in una fuga via mare.
Narváez giunse a San Blas il 1º novembre 1810, al comando della fregata Activo. In pochi giorni gli fu ordinato dal comandante Lavayen di armare la nave per la guerra, e rifornirla di cibo in caso si rendesse necessaria una ritirata. In tutto c'erano poche centinaia di uomini a San Blas, soprattutto mercanti spagnoli ed altri borghesi "peninsulares" o "gachupines" che erano i fuga dai ribelli. Molti degli abitanti locali sostenevano la ribellione. Erano tre le navi presenti, la San Carlos, la Activo e la Concepción, oltre a due mercantili ed a molti piccoli vascelli. Le forze ribelli, con migliaia di uomini, circondarono San Blas chiedendo la resa. Il 30 novembre Lavayen e nove altri ufficiale si incontrarono e decisero di arrendersi. Narváez pensava che la situazione spagnola fosse senza speranza. Il mattino segujente Lavayen capitulò e San Blas cadde in mano dei ribelli.
Entro un mese dalla caduta di San Blas la rivoluzione fu duramente sconfitta a Guadalajara. In seguito a quella battaglia l'esercito reale riuscì a riconquistare il controllo di Tepic e San Blas, e di altre aree. Nel febbraio del 1811 Narváez, Lavayen, e nove altri ufficiali furono portati davanti ad un tribunale militare, accusati di aver fallito nella difesa di San Blas. Tutti gli ufficiali, compreso Narváez, furono giudicati colpevoli di tradimento, ma molte accuse furono annullate e furono rimessi in servizio. Narváez continuò a lavorare sotto alla marina spagnola, tentando molte volte di pulire la macchia sulla propria reputazione.
Narváez, essendo nato in Spagna, faceva parte della classe elitaria nota come "peninsulares" o "gachupines". Aveva però stabilito la propria casa in Messico, divenendo sempre più interessato agli obbiettivi generali del movimento rivoluzionario, che continuamente causava rivolte e violenza in molte regioni. Nonostante questo rimase fedele al re, continuando a servire in marina. Fu incaricato di un viaggio nelle Filippine da cui tornò nel 1813-1814.
Nel 1815 Narváez partecipò all'assedio alla fortezza ribelle dell'isola di Mescala nel lago di Chapala, nei pressi di Guadalajara. Narváez fu testimone del fato che gli spagnoli provarono e fallirono per quattro volte la conquista di Mescala, subendo importanti perdite. Il comandante in carica spagnolo era il brigadiere José de la Cruz, il quale aveva anche fatto parte del tribunale militare che aveva condannato Narváez per tradimento nel 1811. Avendo fallito la conquista di Mescala per colpa di una tempesta, Cruz fece terra bruciata attorno all'intero lago. Alla fine del 1816 i ribelli di Mescala si arresero.
A cavallo tra il 1817 ed il 1818 Narváez lavorò su un progetto di mappatura dell'intera provincia di Jalisco, compreso il lago di Chapala. Fu anche coinvolto nello studio di una nuova strada per Guadalajara. Il 20 marzo 1818 fu promosso alférez de navio per il suo operato sul lago di Chapala.
By 1818 royalist forces had pacified nearly all of New Spain and the revolutionary movement collapsed. Then in 1821 a young royalist captain, Agustín de Iturbide, formed a partnership with the rebel General Vicente Guerrero, formed a common army and, within the year, marched into Mexico City and proclaimed independence.

## Marina messicana
Con la fine del dominio spagnolo, Narváez scelse di restare a Guadalajara con la propria famiglia. Accettò le dimissioni dalla marina spagnola. Nel 1821 fu eletto Deputato Provinciale di Guadalajara nel nuovo governo messicano guidato da Iturbide. Alla fine del 1821 venne creata la Marina messicana, e Narváez fu nominato teniente de fragata.
Nel 1822 a Narváez fu assegnato il comando della San Carlos e partì da San Blas per la Bassa California e l'Alta California, in una missione che doveva instaurare consigli e commissioni messicane nelle due province. Quando tornò a San Blas, nel marzo del 1823, Iturbide era stato spodestato ed il nuovo governo era guidato da Antonio López de Santa Anna. Narváez fu nominato Comandante del Dipartimento di San Blas, posizione che mantenne fino al 1827, quando l'incarico fu eliminato per problemi economici.
Nel 1824 e nel 1825 Narváez era comandante del Mexicana e doveva studiare e mappare la costa tra i porti di San Blas e Manzanillo. Nell'aprile del 1825 fu promosso capitán de fragata. Nello stesso anno produsse mappe delle aree di confine tra Louisiana e Texas. Nel 1826 divenne un membro fondatore dell'Istituto di Scienze, Letteratura e Arti.
Dopo il 1827 il ruolo navale di Narváez fu eliminato, ma continuò a lavorare per la marina messicana con vari incarichi, compresa la produzione di numerose mappe. Andò in pensione nel 1831, all'età di 63 anni, stabilendosi a Guadalajara. Anche durante la pensione continuò a disegnare mappe, compresa quella ufficiale dello stato di Jalisco.

## Morte
Narváez morì il 4 agosto 1840 a Guadalajara, Messico. La data di nascita varia a seconda dei documenti storici considerati, ma è stata fissata al 1768 dallo storico Jim McDowell.

## Memoriale
Nel gennaio del 2009 il Distretto Municipale di Sechelt (sulla costa della Columbia Britannica) eresse un memoriale in onore delle esplorazioni dello stretto di Georgia operate da Narváez nel 1791. Si può trovare sull'estremità meridionale di Davis Bay, vicino al luogo in cui divenne il primo esploratore a mettere piede sulla terraferma dell'odierna Columbia Britannica.